# Leiotulus
Leiotulus é um género de plantas com flores pertencentes à família Apiaceae.
A sua distribuição nativa vai do sul e leste do Mediterrâneo até o Irão.
Espécies:
- Leiotulus alexandrinus Ehrenb.
- Leiotulus aureus (Sm.) Pimenov & Ostr.
- Leiotulus dasyanthus (K.Koch) Pimenov & Ostr.
- Leiotulus involucratus (Boiss. & Spruner) Pimenov & Ostr.
- Leiotulus isfahanicus (Alava) Pimenov & Ostr.
- Leiotulus kotschyi (Boiss.) Pimenov & Ostr.
- Leiotulus nydeggeri Yild. & Dinç
- Leiotulus pastinacifolius (Boiss. & Balansa) Pimenov & Ostr.
- Leiotulus porphyrodiscus (Stapf & Wettst.) Pimenov & Ostr.
- Leiotulus secacul (Mill.) Pimenov & Ostr.